# The Violet Flame Tour
The Violet Flame Tour es la decimosexta gira del dúo británico Erasure del año 2014 con la representación a su álbum The Violet Flame y a su álbum del año 2013, Snow Globe que en ese año, la banda no tuvo gira en representación de ese álbum. En la gira se tocaron algunas canciones antiguas que no tocaban desde hace mucho tiempo que no eran lanzados como sencillos.

## Banda
- Andy Bell (Cantante)
- Vince Clarke (Tecladista, guitarrista)
- Valerie Chalmers (Corista)
- Emma Whittle (Corista)

## Temas interpretados
1. Oh L'Amour
2. Star
3. Reason
4. Breath of Life
5. You Surround Me
6. Elevation
7. Stop!
8. I Lose Myself
9. Drama!
10. A Little Respect
11. Ship of Fools
12. Sacred
13. Breathe
14. Dead of Night
15. Joan
16. Blue Savannah
17. Chorus
18. Love to Hate You
19. Victim of Love
20. Chains of Love
21. Always
22. Gaudete
23. Sometimes
24. Make It Wonderful[1]

## Grabación en vivo
El 12 de setiembre de 2014 (o sea la primera fecha de la gira), Yahoo! hizo una grabación en vivo y en directo del primer concierto de la gira actual de Erasure en el lugar Fillmore Miami Beach en Miami, Florida.
En una entrevista de promoción de su box set "From Moscow to Mars" publicado en 2016, Vince y Andy declararon que había grabado un show de esta gira para incluirlo en el box set, en el cual poco después tuvo que ser incinerado debido a que la calidad del audio de esa grabación era pésima.